# Evelyn Hatch
Evelyn Hatch (1871 o 1874 – 1951) fue una niña inglesa amiga del adulto Charles Lutwidge Dodgson, más conocido por su seudónimo de Lewis Carroll. Fue objeto de fotografías de Dodgson y a menudo forma parte del debate posterior sobre la relación de Dodgson con las niñas. También actuó como editora de un libro de cartas de Dodgson después de su muerte titulado Una selección de las cartas de Lewis Carroll a sus amigos infantiles.

## Biografía

### Primeros años
Evelyn Maud Hatch nació en 1871 o 1874, hija de Edwin y Bessie Hatch. Fue bautizada el 22 de marzo de 1874. Edwin Hatch fue teólogo, autor, subdirector del St. Mary Hall, Oxford y, posteriormente, profesor universitario de historia eclesiástica. Evelyn tenía dos hermanas, Beatrice y Ethel Charlotte. También tenía un hermano llamado Arthur Herbert Hatch (nacido en 1864), que sería prefecto de la casa en su escuela, Malvern College. La familia Hatch se movía en "círculos estimulantes" intelectuales y artísticos, incluidas amistades con Edward Burne-Jones, Algernon Charles Swinburne y William Morris.
La familia vivía en una casa de estilo neogótico construida en 1867 en Banbury Road en Norham Gardens, North Oxford, Inglaterra. La casa se describía como poseedora de "ventanas arqueadas, una torre y una torrecilla con un nicho para estatuas en la parte superior". Entre sus amigas del vecindario se encontraban Julia y Ethel Huxley, hijas de Thomas Henry Huxley y tías de Aldous Huxley. Otros conocidos del vecindario que visitaron a la familia Hatch incluyeron a Bonamy Price, Mark Pattison y Benjamín Jowett.
Evelyn asistió a la Oxford High School, Oxford una escuela para niñas, donde participó en obras teatrales escolares. En 1879, Evelyn actuó en una producción escolar de El sueño de una noche de verano, interpretando a Cobweb, un hada.

### Relación con Dodgson

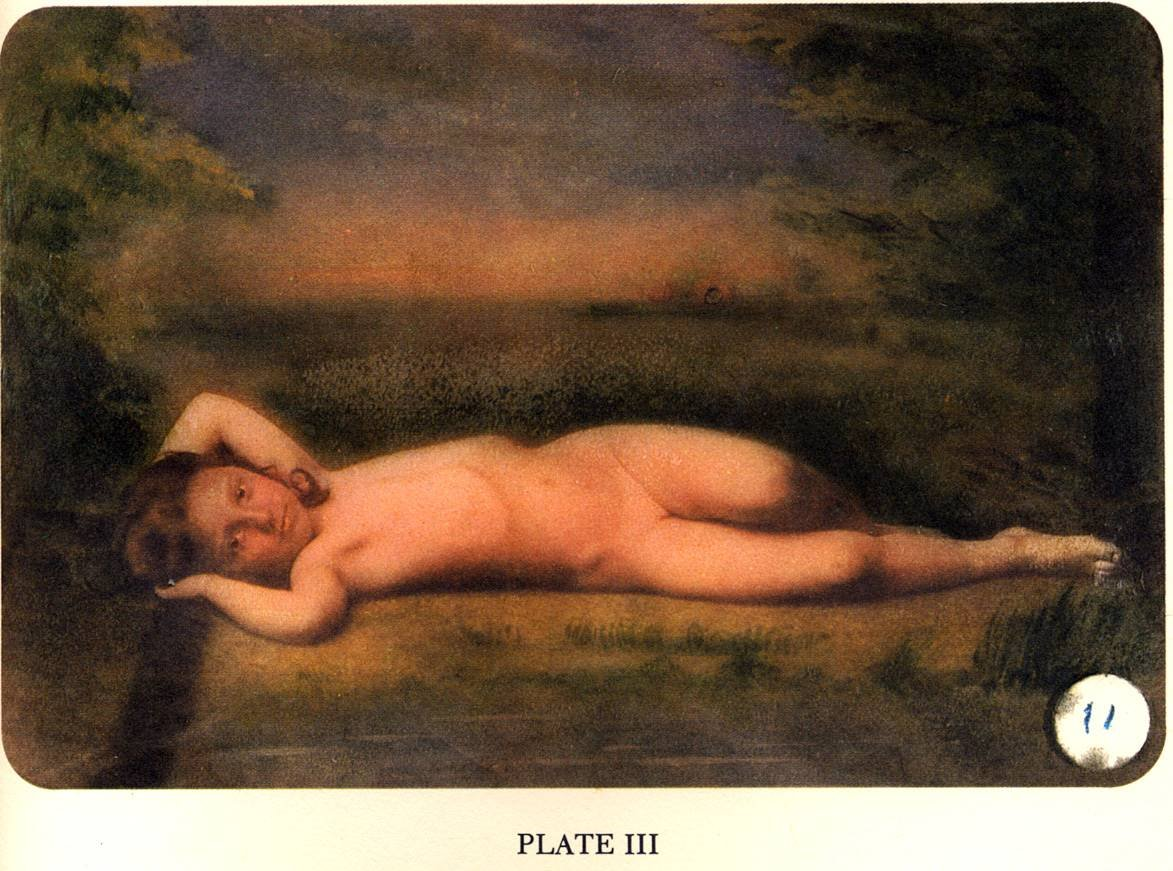
Evelyn Hatch, fotografiada por Dodgson el 29 de julio de 1879. Coloreado a mano por Anne Lydia Bond siguiendo instrucciones de Dodgson.

Evelyn, junto con sus hermanas, conoció a Dodgson a través de conocidos mutuos. Dodgson cultivó "la amistad de muchas niñas", fotografiándolas a menudo. Las amistades de Dodgson con estos niños se centraban en familias de clase media-alta, asegurándose de no buscar como amigos a niños de clase muy baja. 
Tanto Evelyn como su hermana mayor, Beatrice, fueron musas de Dodgson quien las fotografió vestidas y desnudas. Su madre había dado permiso a Dodgson para fotografiar a las niñas y Dodgson era considerado un amigo de la familia. Se consideraba que Beatrice, más que Evelyn, era la "favorita de de Dodgson a largo plazo". Los escritores modernos han especulado sobre la relación que Dodgson tenía con las niñas, pero durante ese período fotografiar a niñas era visto como algo inocente y libre de connotaciones sexuales. En un mundo mucho menos sexualizado que el de la sociedad posindustrial occidental, el desnudo infantil se asociaba con pureza e inocencia. La amistad de Dodgson con Evelyn continuó durante varios años, hasta su muerte, cuando Evelyn era adulta.
Dodgson escribió en su diario sobre los sueños que tuvo con Evelyn, que la autora Kym Brindle analiza en su libro Epistolary Encounters in Neo-Victorian Fiction: Diaries and Letters. También le dio a Evelyn muchos regalos, incluyendo tarjetas, un oso que al darle cuerda gruñía, catorce cajas de música, viajes al teatro y otras salidas. No era raro que Dodgson llevara a Evelyn a viajes o salidas que duraban toda la noche o un fin de semana.

### Vida adulta
Después de que su padre murió en 1889, Evelyn y sus hermanas recibieron una pensión del gobierno por su servicio.
Evelyn actuó como dama de honor de Dorothy Maud Mary Kitchin, hija del reverendo George Kitchin y hermana de Alexandra Kitchin, cuando Dorothy se casó con el reverendo John Lionel Shirley Dampier Bennett, MA en la Catedral de Durham el 7 de octubre de 1897.
En 1927, Evelyn publicó un libro que había escrito titulado Borgoña: pasado y presente, un recorrido histórico por la región de Borgoña en Francia, con un relato elogiado como "legible, erudito, autorizado" y mencionado por cubrir lugares apartados. 
Después de la muerte de Dodgson y en su edad adulta, Evelyn editó un libro de cartas de Dodgson titulado Una selección de las cartas de Lewis Carroll a sus amigos de la infancia. También incluyó notas a lo largo del libro y una introducción. El The New York Times también mencionó a Hatch y a su hermana Beatrice entre los asistentes a un evento organizado por la Fundación Carroll llamado "Alice 125" en 1932.

## Análisis retrospectivo
La fotografía de Evelyn yacente se incluyó en la muestra de la Tate Gallery de 2014, Exposed: The Victorian Nude.
En su tesis doctoral de 2005, R. Nichole Rougeau escribe sobre la fotografía como gitana de Evelyn (arriba a la derecha):

"Evelyn simboliza una forma de la niña blakeana, que no existe realmente en la sociedad representada por el campamento gitano en la esquina superior derecha de la fotografía. En cambio, forma parte del paisaje, apoyada en lo que podría interpretarse como el árbol del conocimiento. Busca conocimiento sobre su sexualidad y su eventual alejamiento del agua de su juventud hacia la sociedad del campamento que se encuentra a sus espaldas. Al llamarla "gitana", Carroll infiere que la niña se encuentra en un estado de perpetuo movimiento, sin pertenecer ni a la sociedad ni completamente a la naturaleza. Difumina sus pezones y la hace cruzar las piernas de nuevo para ocultar los genitales y sugerir que no se refiere a la capacidad reproductiva de la niña, sino a su inocente sexualidad. Al representarla así, la despoja de su naturalidad. No es una niña real, sino ficticia, el ideal de Carroll, la mujer niña que nunca tendrá relaciones sexuales".